# Trevarno

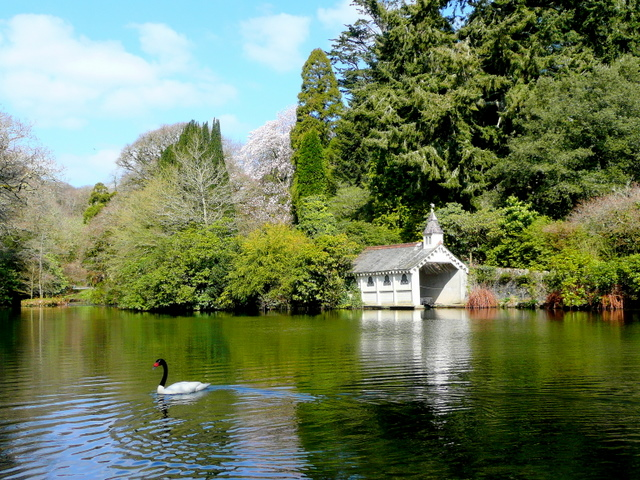
Il laghetto della tenuta di Trevarno

Trevarno è una storica tenuta situata nei pressi dei villaggi inglesi di Crowntown e Sithney (dintorni di Helston), nella contea di Cornovaglia (Inghilterra sud-occidentale) e le cui origini risalgono alla metà del XIII secolo. Fu di proprietà delle famiglie De Varno, Arundel e, per circa 120 anni, della famiglia Bickford-Smith.
Il sito è stato aperto al pubblico dal 1998 al 2011.

## Storia
La tenuta di Trevarno ebbe origine intorno al 1245 e nel 1296 venne menzionata per la prima volta Trevarno House, una residenza in stile Tudor di proprietà di Randolphus de Varno.
In seguito, la tenuta di Trevarno fu di proprietà della famiglia Arundel, dopodiché, negli anni settanta del XIX secolo, venne acquistata dalla famiglia Bickford-Smith, che ne rimase proprietaria fino al 1994.
Con la cessione allo Stato, vennero intrapresi a partire dal 1995 dei lavori di restauro dei giardini di Trevarno, che permisero di aprire per la prima volta il sito al pubblico tre anni dopo. In seguito, nel 2001, venne aperto in loco il primo museo del Regno Unito dedicato al giardinaggio.
La tenuta, che rappresentò una meta che attirava circa 80.000 visitatori l'anno, venne però definitivamente chiusa al pubblico nel 2011, quando venne messa in vendita, ritornando così nuovamente una proprietà privata l'anno seguente. Inutile fu una petizione firmata da 770 persone che proponeva il salvataggio di Trevarno come attrazione turistica unitamente ai 50 lavoratori.

## Architettura
La tenuta di Trevarno occupa un'area di 750 acri.

### Giardini
Le aree principali dei giardini di Trevarno sono rappresentate dai giardini italiani, dai Bluebell Woods, dal Bog Garden, dal giardino vittoriano (realizzato nel 1838), da un laghetto, una pineta e una grotta. Nei pressi delalla tenuta, si trova anche un mulino risalente al XIX secolo, le cui acque si riversano a cascata nel laghetto.

## Museo del giardinaggio
Il museo del giardinaggio di Trevarno ospitava la più grande collezione del settore di tutto il Regno Unito. Vi si trovavano attrezzi di varie epoche, i più antichi dei quali risalgono al XVII secolo.